# پائول ارنفست
پائول ارنفست (آلمانی: Paul Ehrenfest؛ زاده ۱۸ ژانویهٔ ۱۸۸۰ – درگذشته ۲۵ سپتامبر ۱۹۳۳) فیزیکدان نظری اتریشی بود که سهم عمده‌ای در شاخهٔ مکانیک آماری و رابطه آن با مکانیک کوانتومی از جمله تئوری تغییر فاز و تئوری ارنفست داشت.